# Strmec (gmina Idrija)
Strmec – wieś w Słowenii, w gminie Idrija. W 2018 roku liczyła 22 mieszkańców.